# Непи

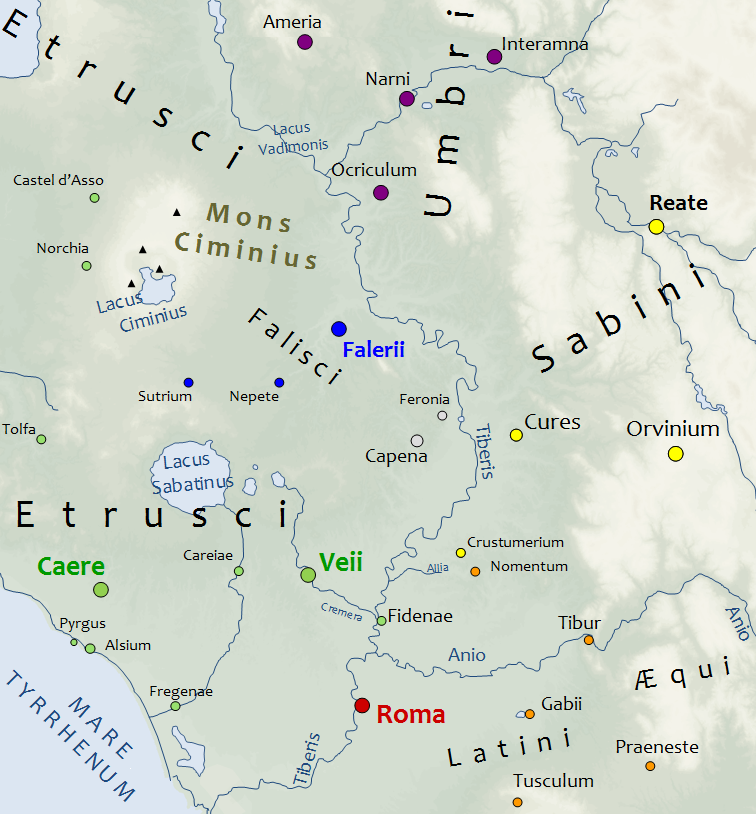
Расположение древнего города Непете в Царском Риме.

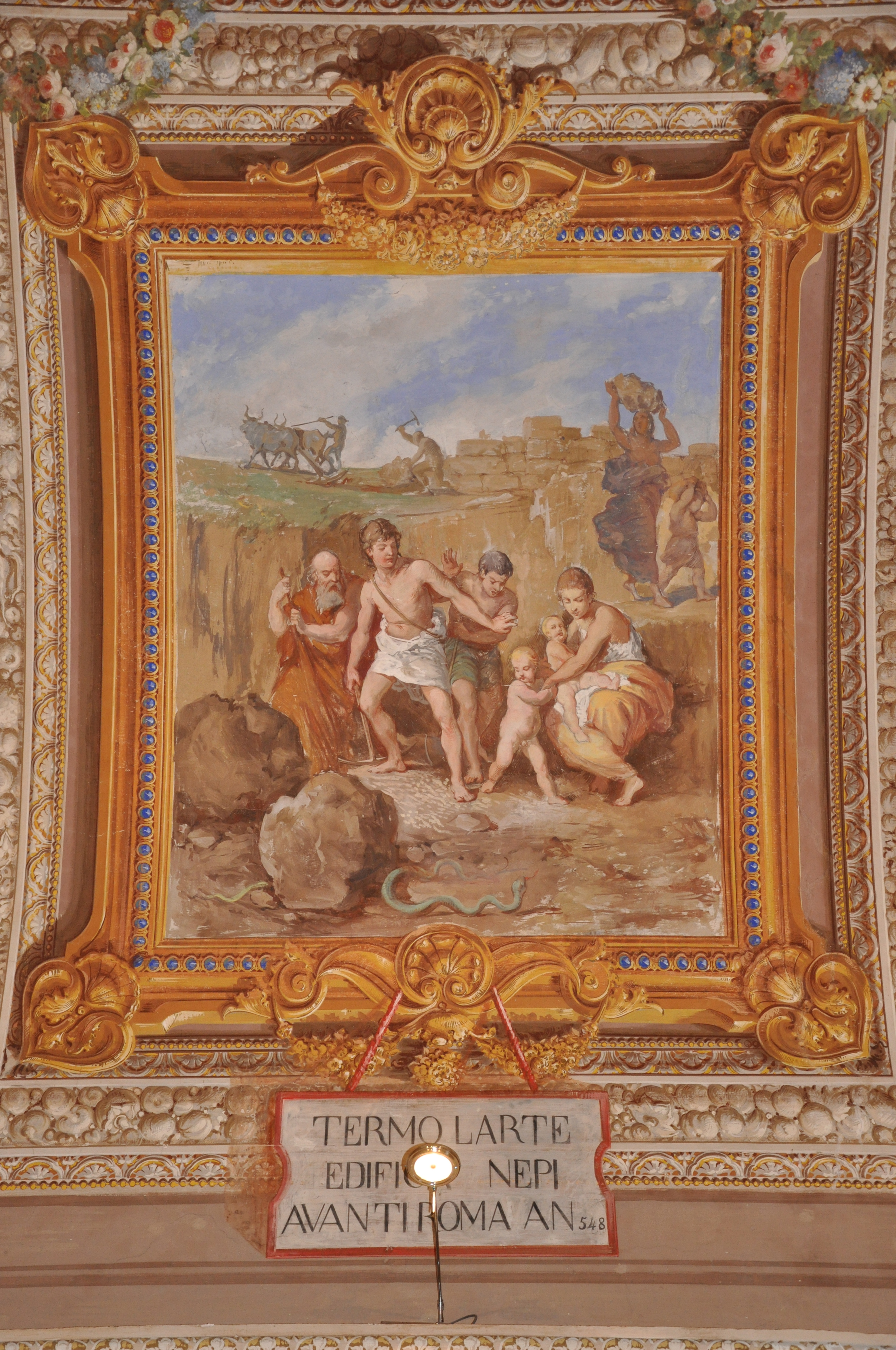
Termo Larte edifica Nepi 548 anni prima di Roma. Affresco del ciclo pittorico decorante la Sala Nobile del Palazzo Comunale di Nepi, dipinto da Domenico Torti e Ludovico De Mauro nel 1870

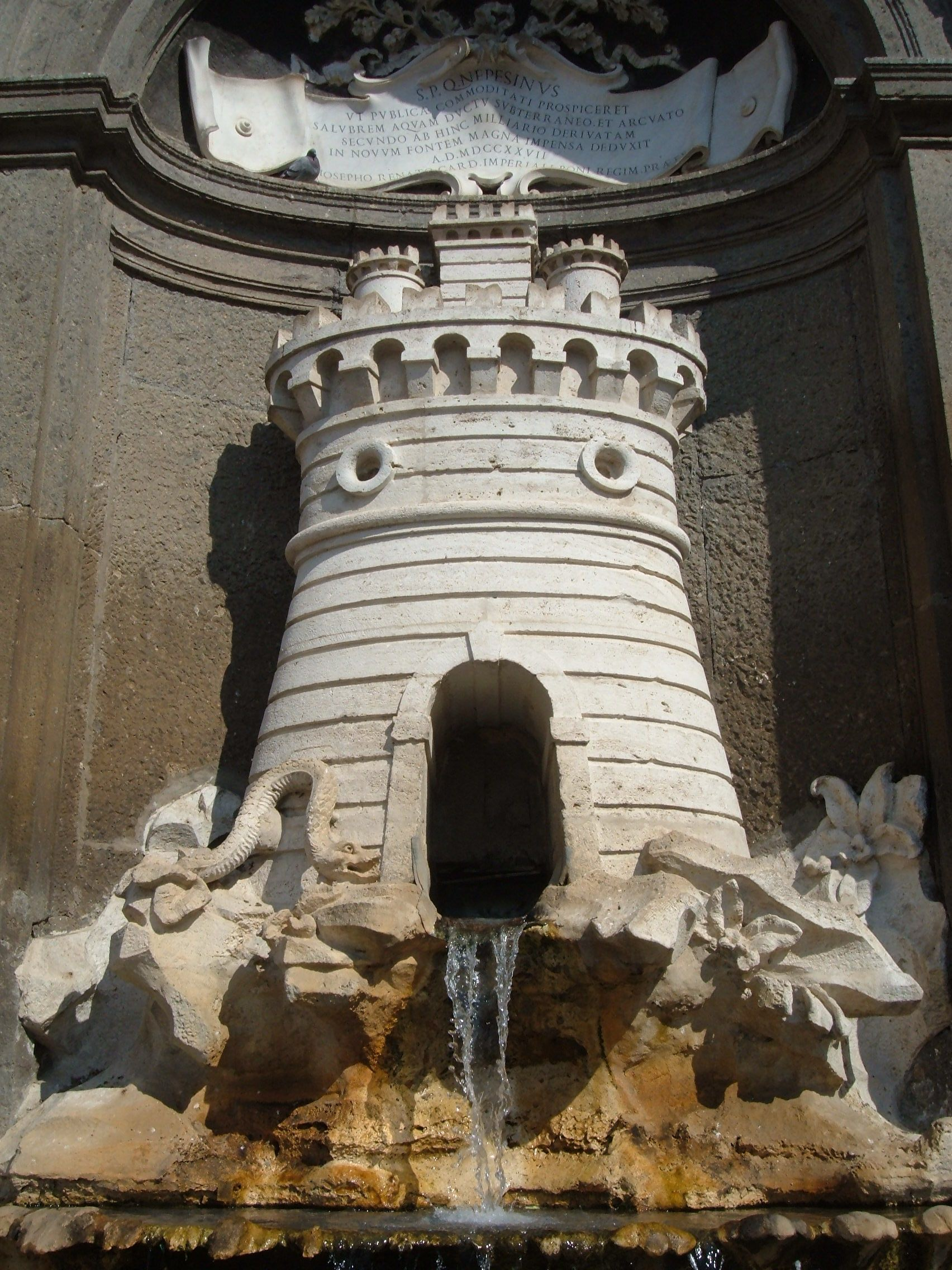
La fontana del palazzo Comunale, scolpita nel travertino da Filippo Barigioni nel 1727. Raffigura lo stemma della città di Nepi: La torre con il serpente che si attorciglia ai suoi piedi

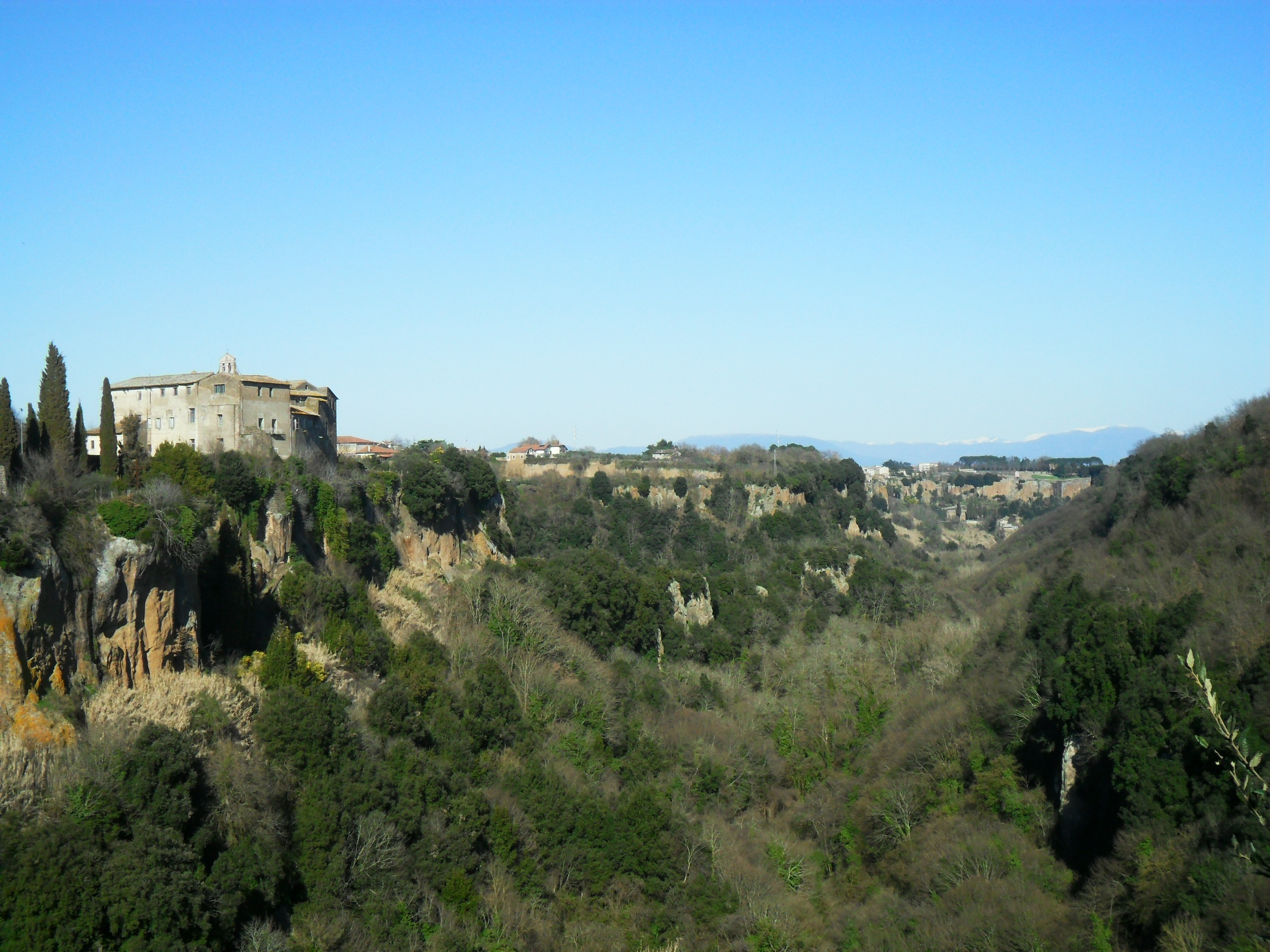
Veduta della Valle Suppentonia sotto il monastero di San Bernardo

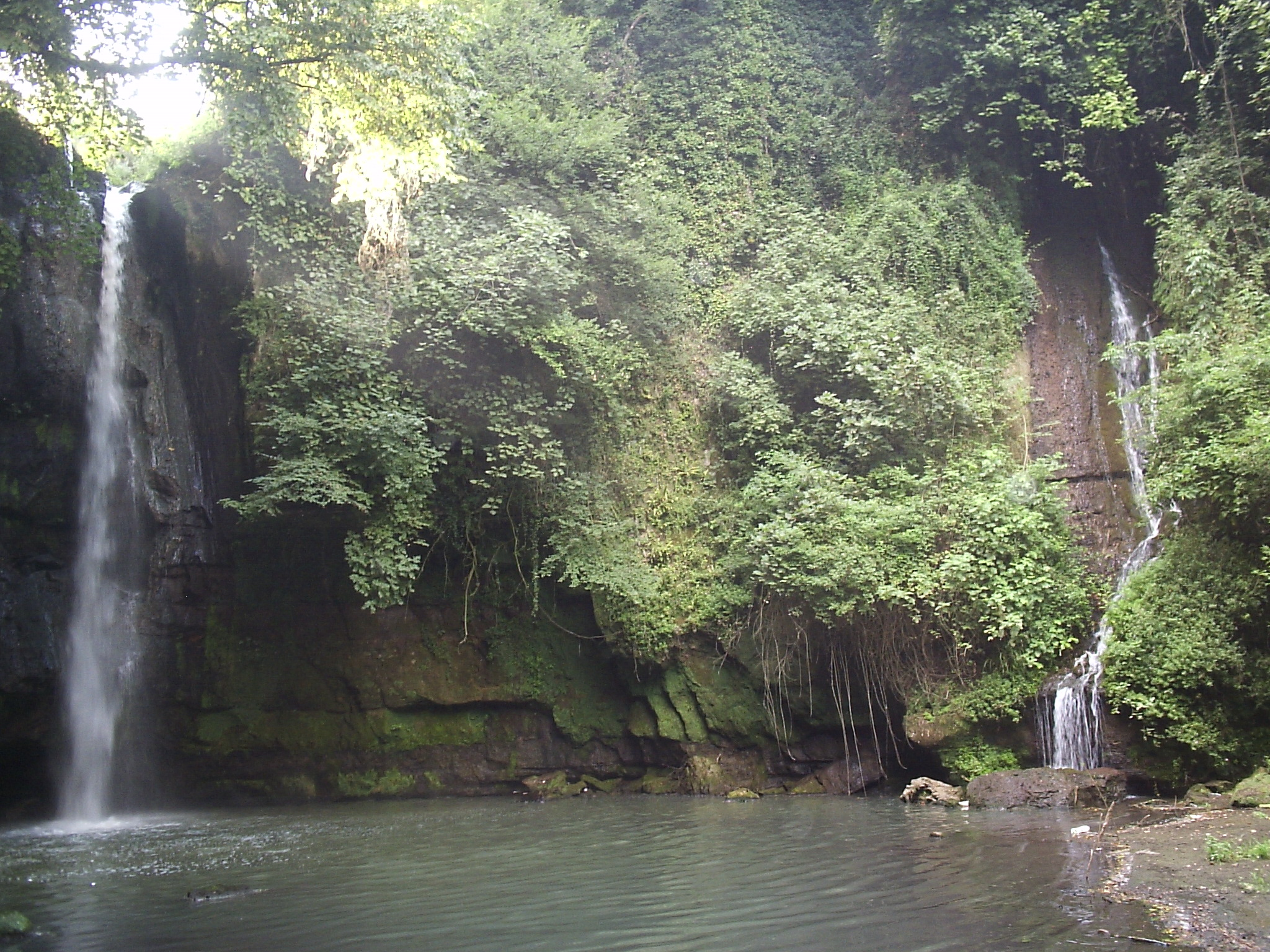
Le due cascate dette "Caduta del Picchio"

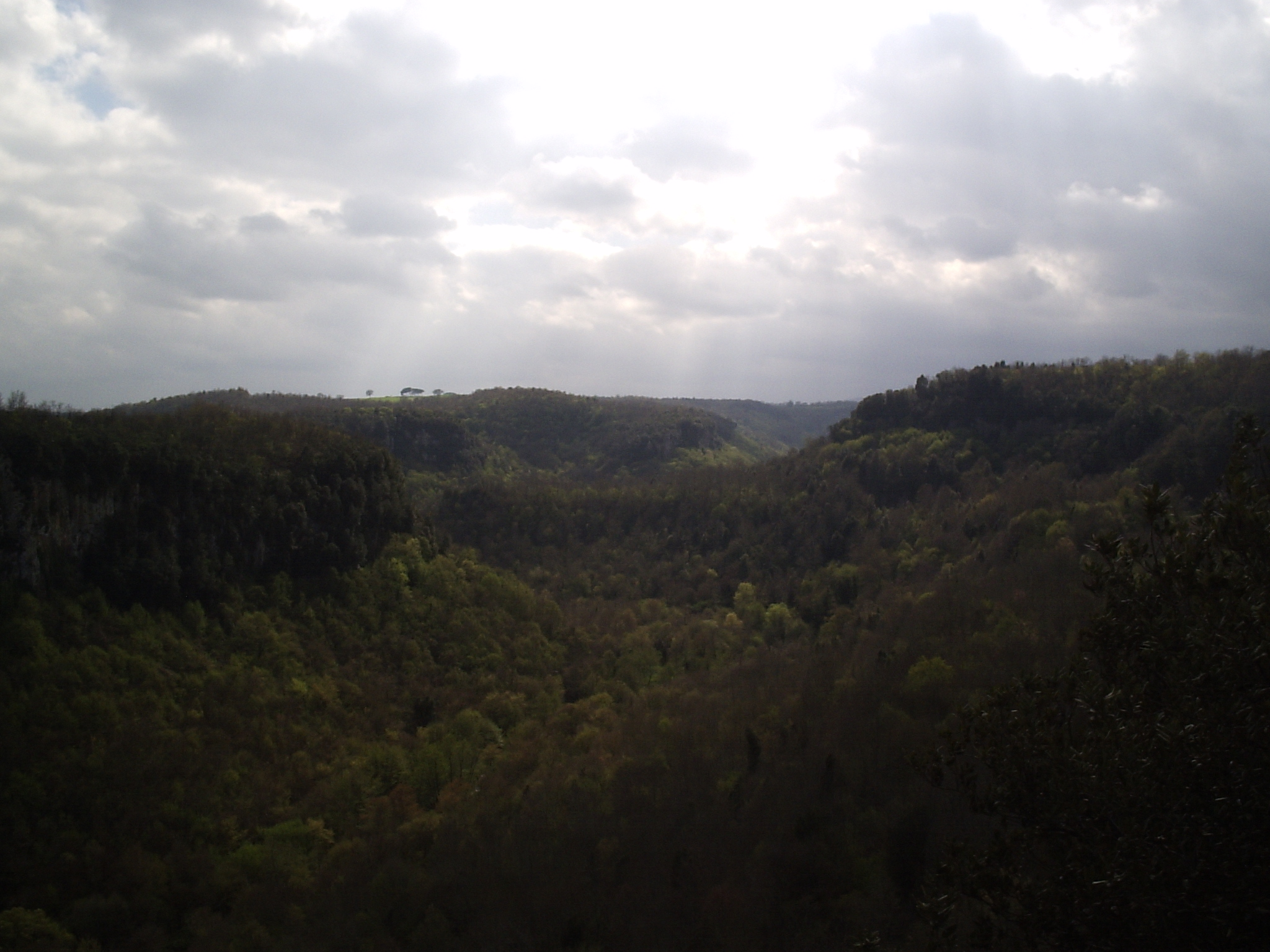
La Forra nei pressi del Castello d'Ischi

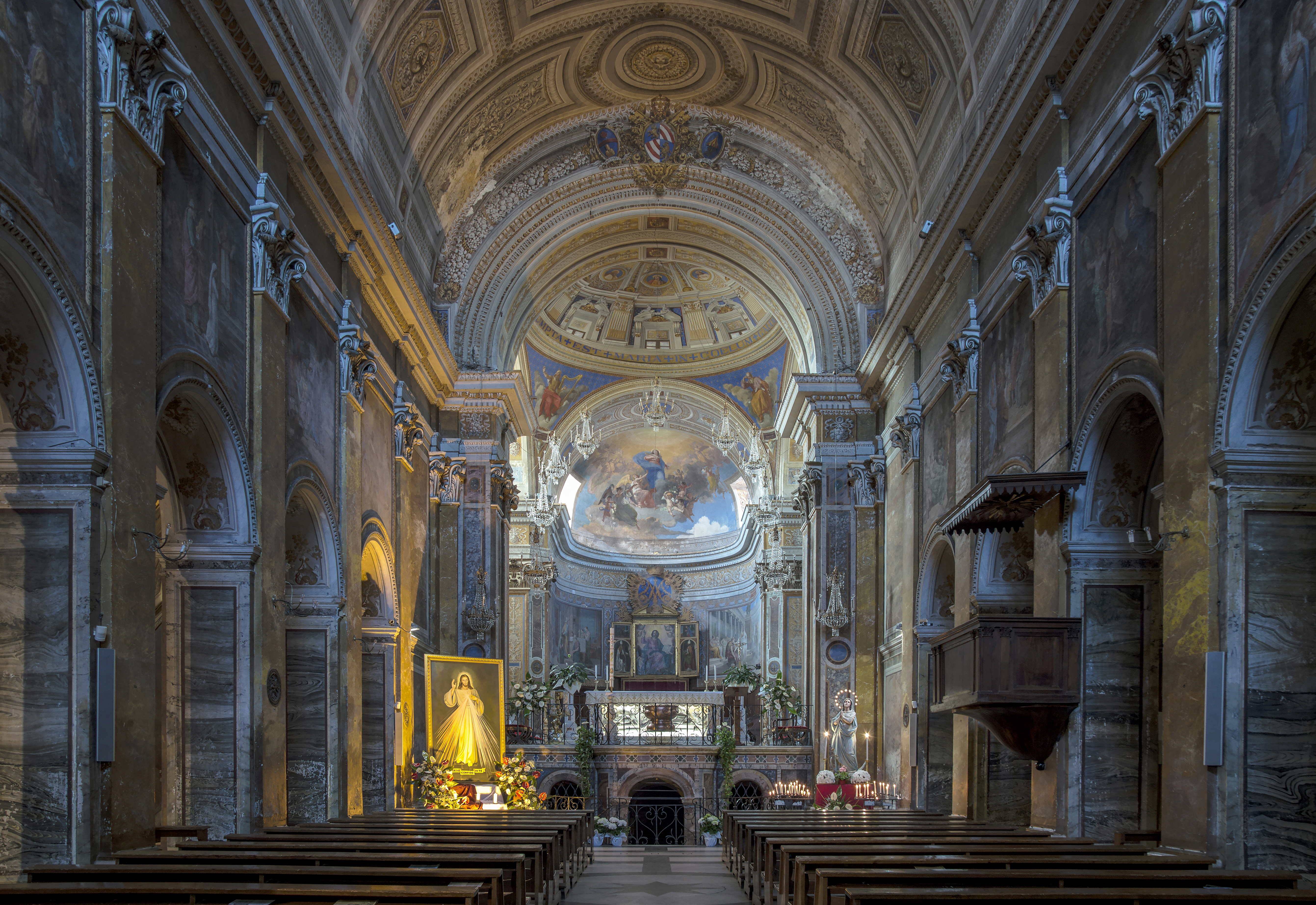
L'interno della Basilica Concattedrale

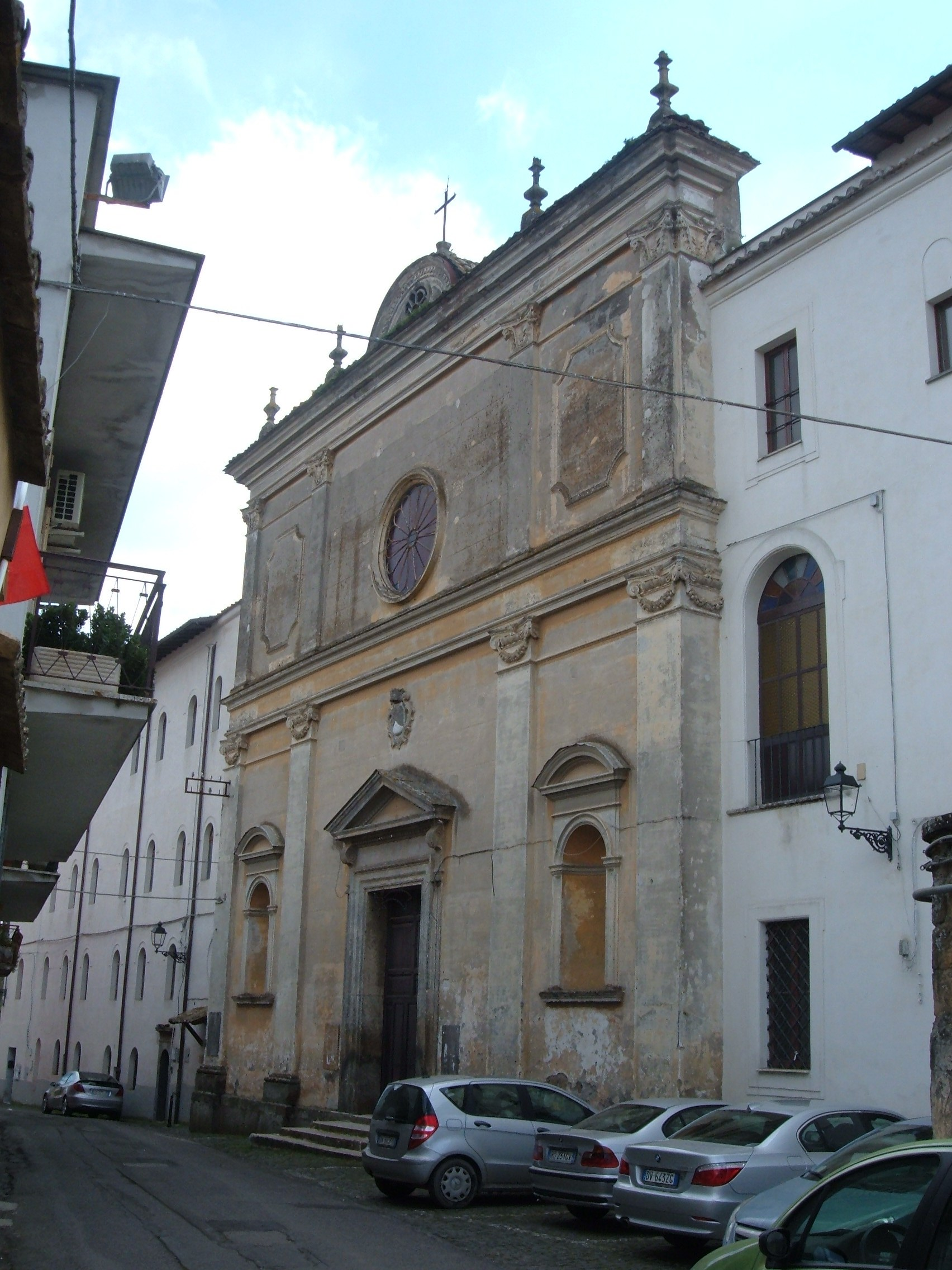
La facciata della Chiesa di San Tolomeo, con l'attiguo monastero dei Padri "Servi di Maria"

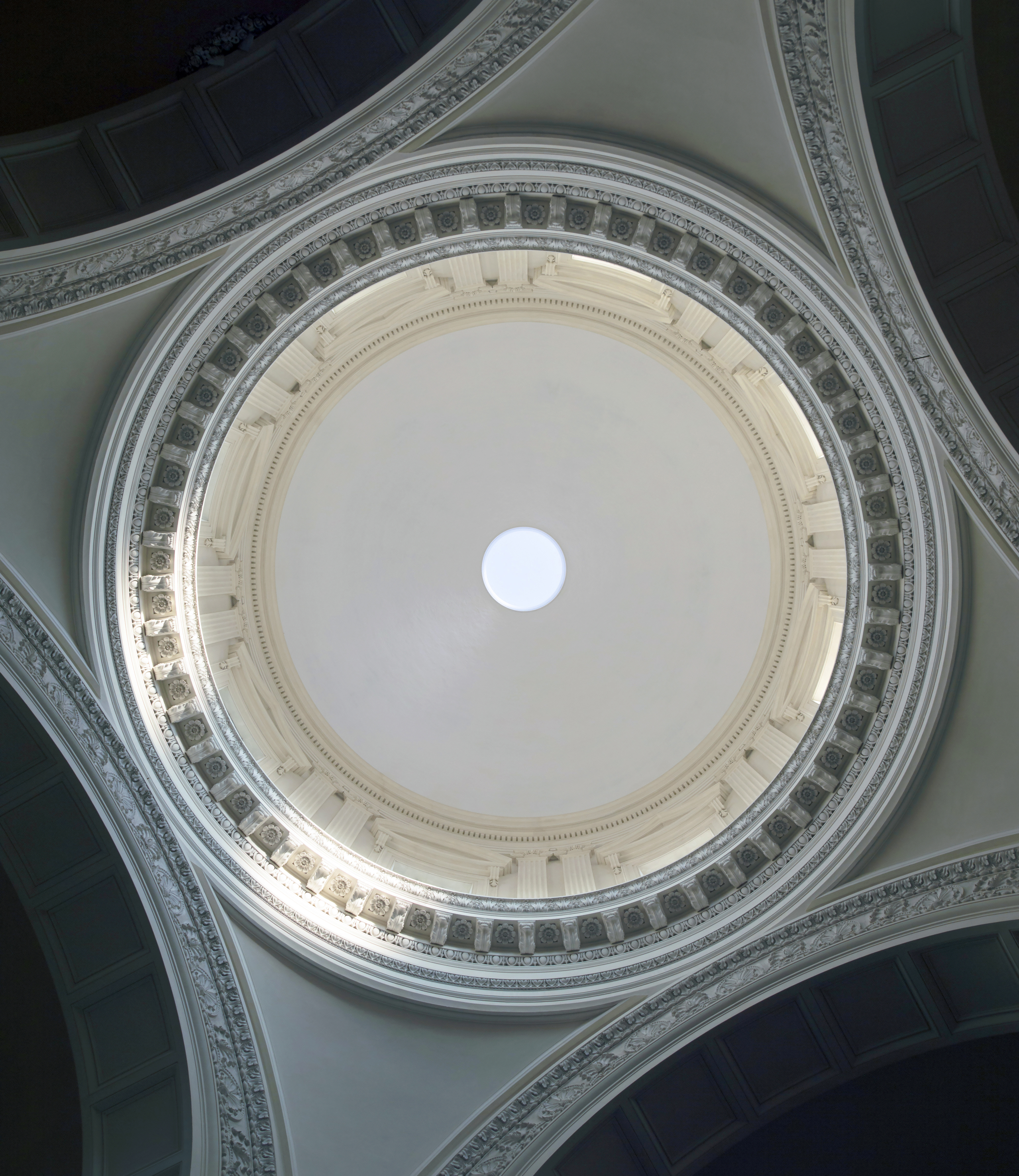
L'interno della cupola della chiesa di San Tolomeo

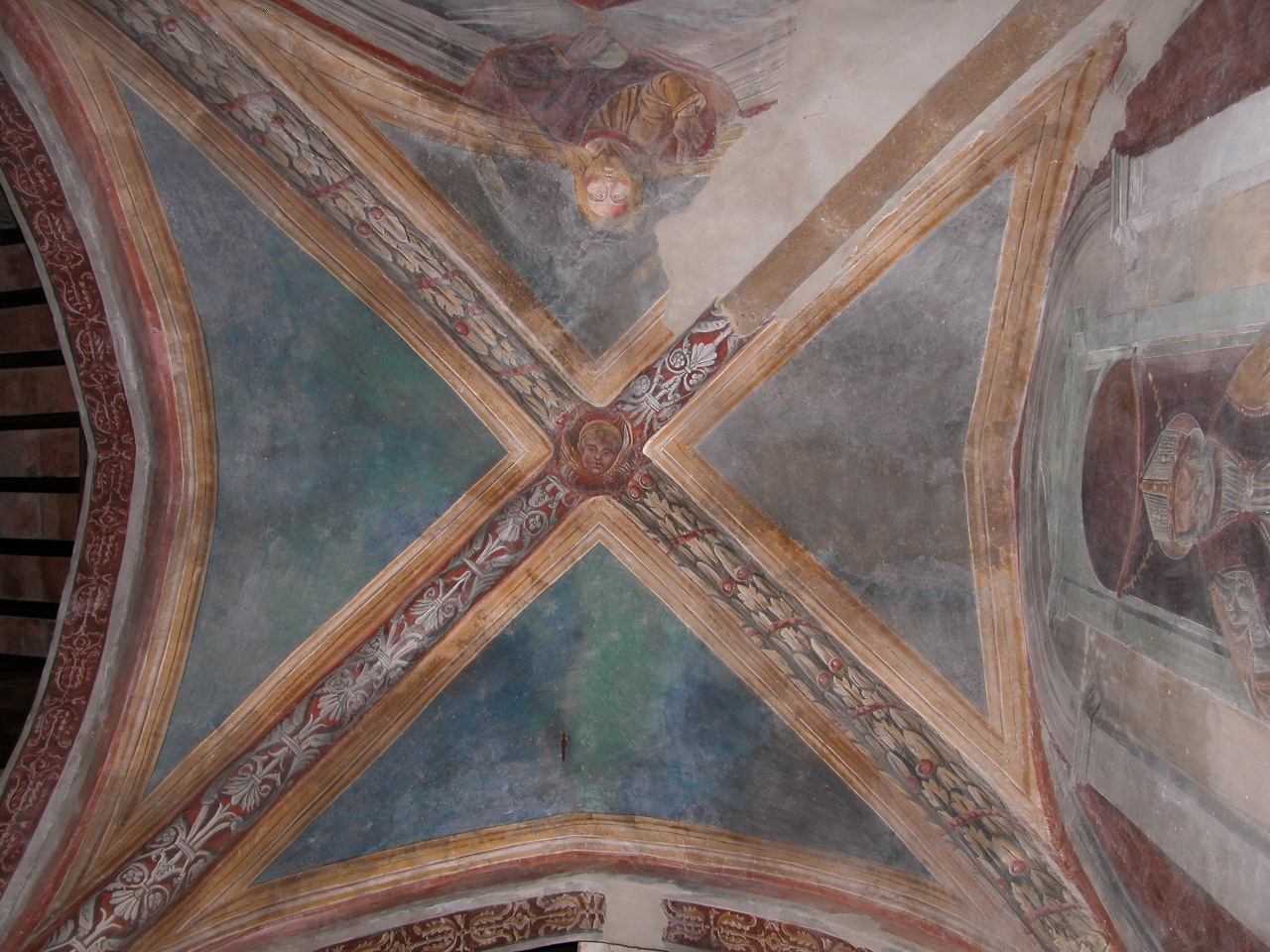
Volta a crociera affrescata del tempietto dedicato al Santo, nella Chiesa di San Biagio, risalente al XV secolo

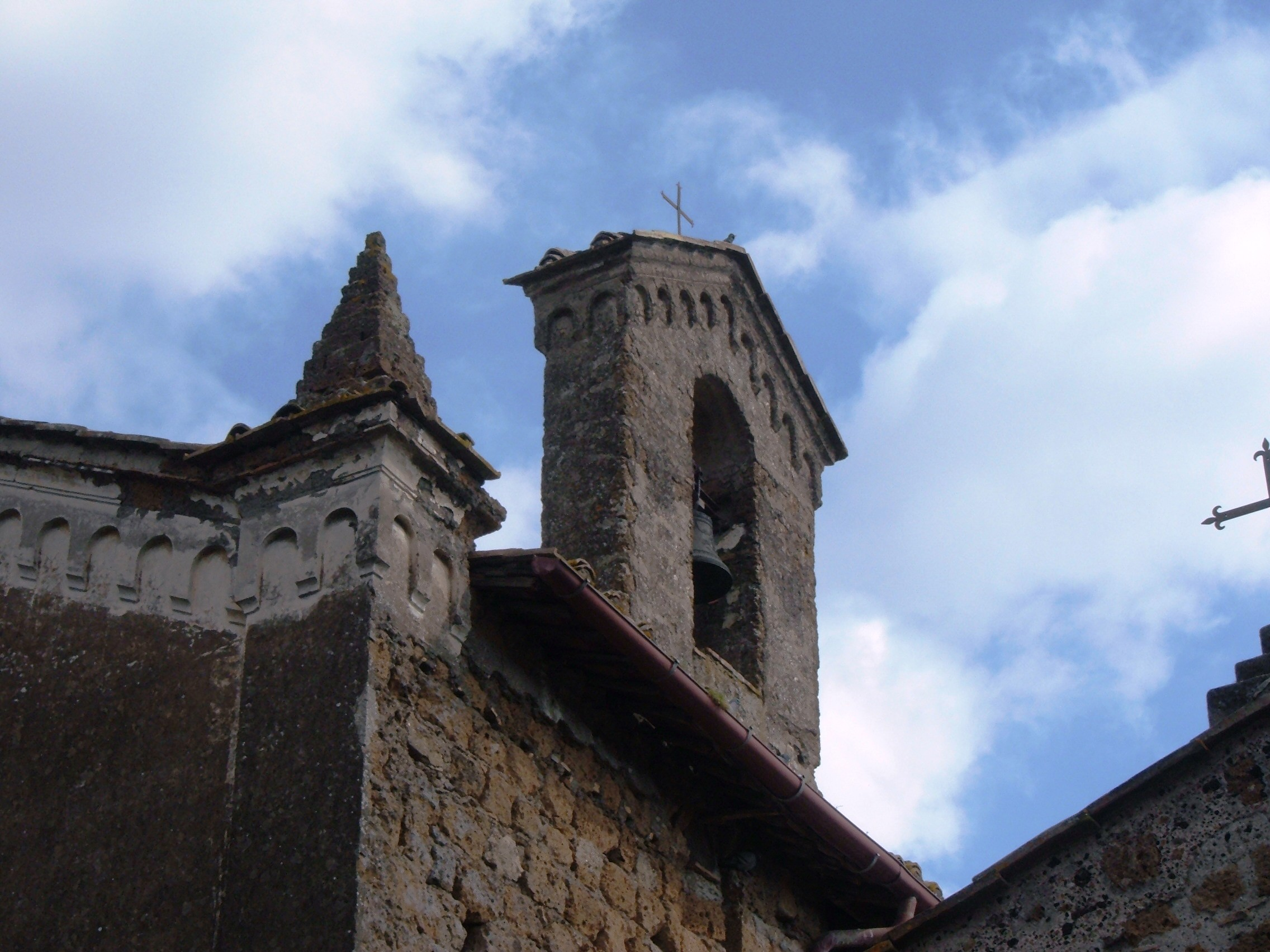
Dettaglio del campanile a vela della Chiesa della Madonna delle Grazie

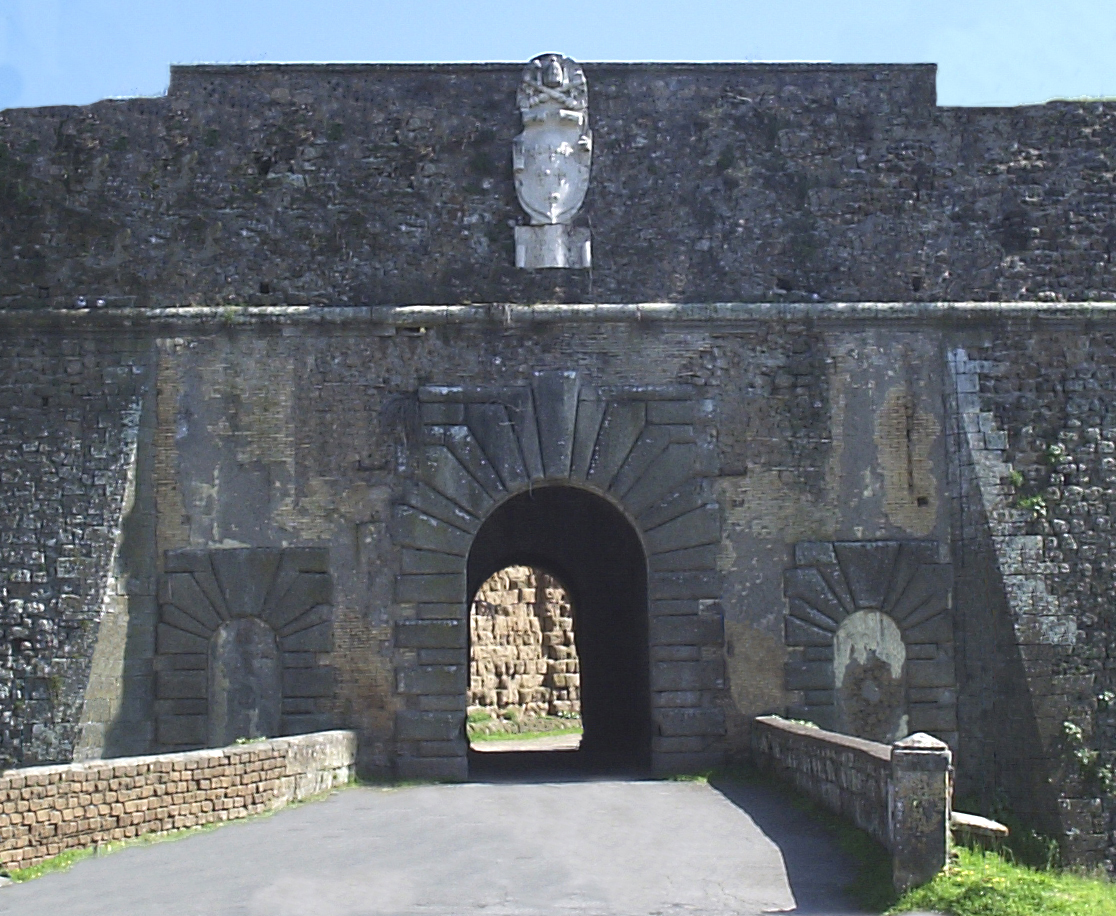
Porta Romana, varco di accesso principale alla città

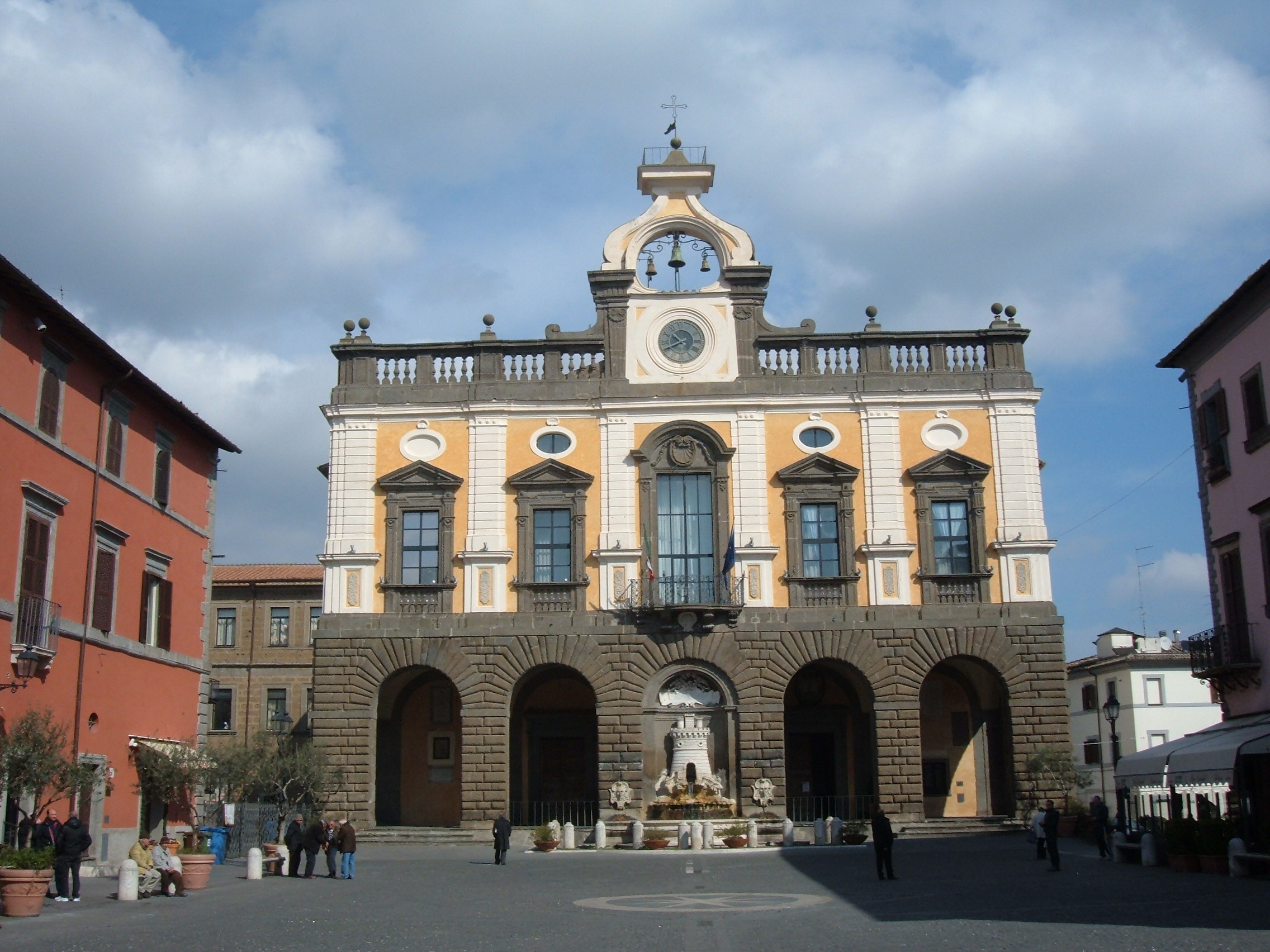
La piazza del Comune su cui prospetta l'omonimo palazzo

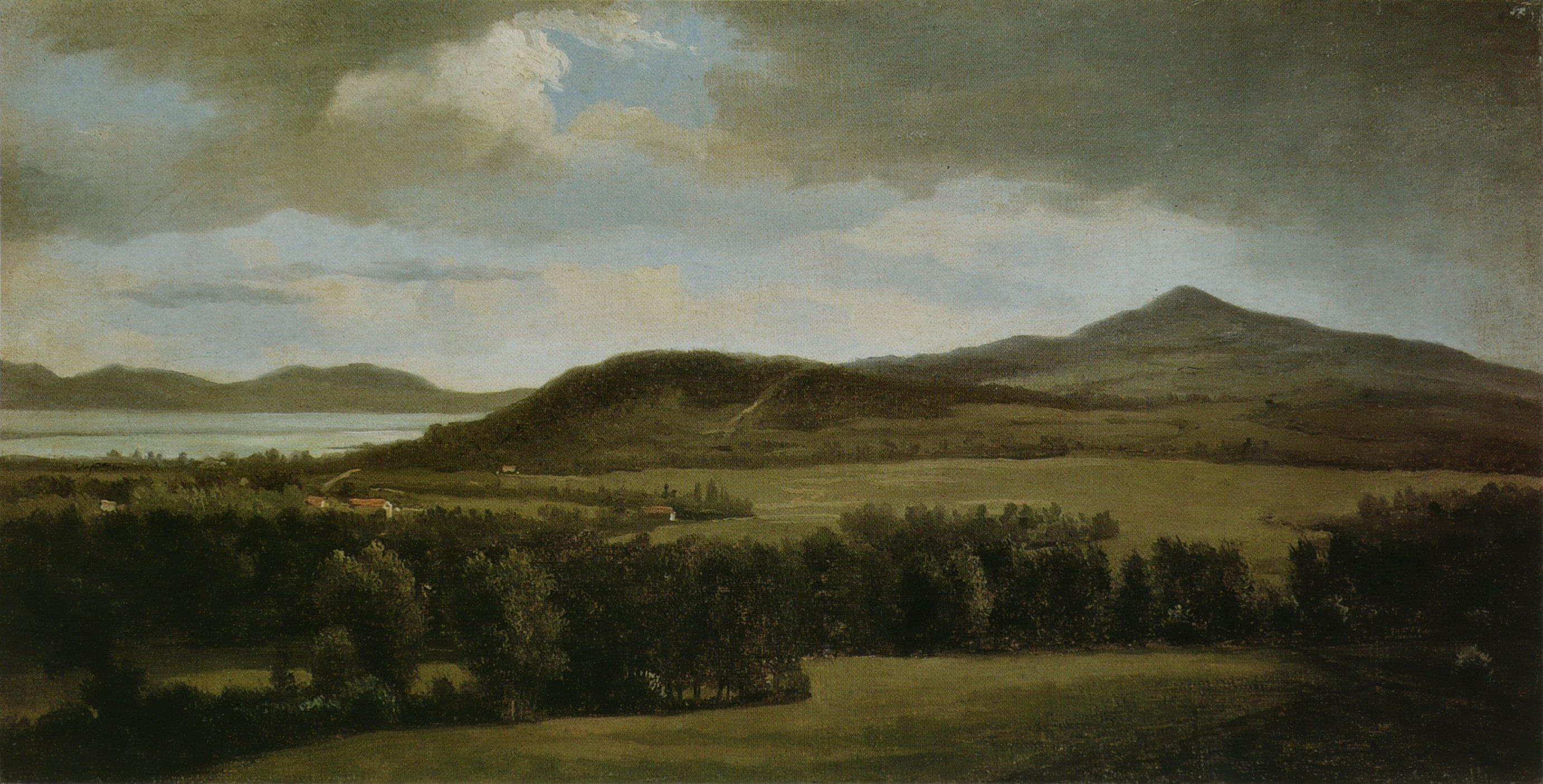
Massimo D'Azeglio, Colline nei pressi di un lago, olio su carta trasportato su tela, 1821, 23 × 44.8 cm, Galleria civica d'arte moderna e contemporanea, Torino. L'opera risale al soggiorno tra Nepi e Castel Sant'Elia del grande uomo politico e paesaggista. Il paesaggio lo ha dipinto dalla località nepesina di "Stracciacappe", il lago è quello di Bracciano. Sullo sfondo il monte più alto è la cima di "Roccaromana"

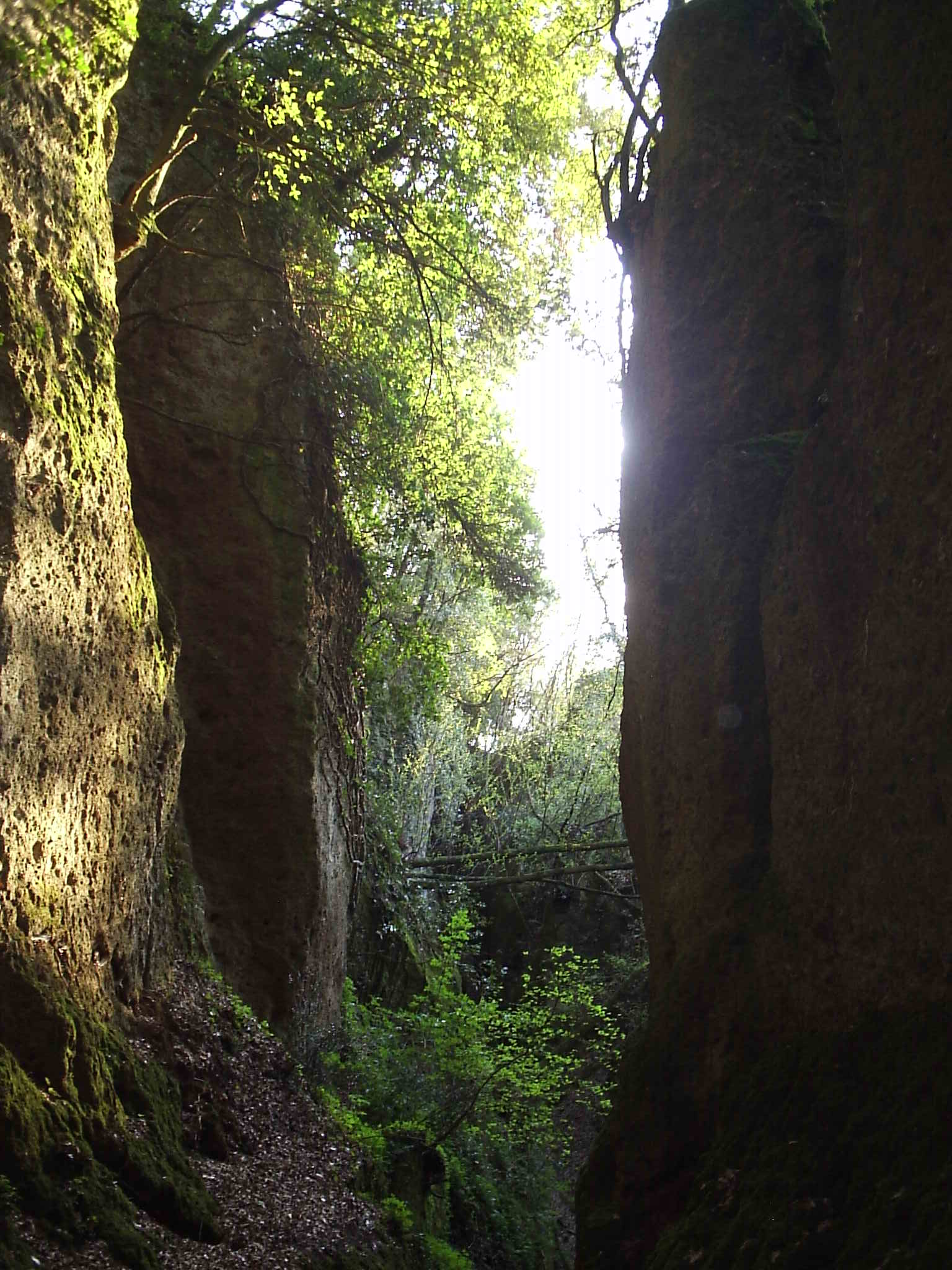
La via cava o "Tagliata" in località "La Massa"

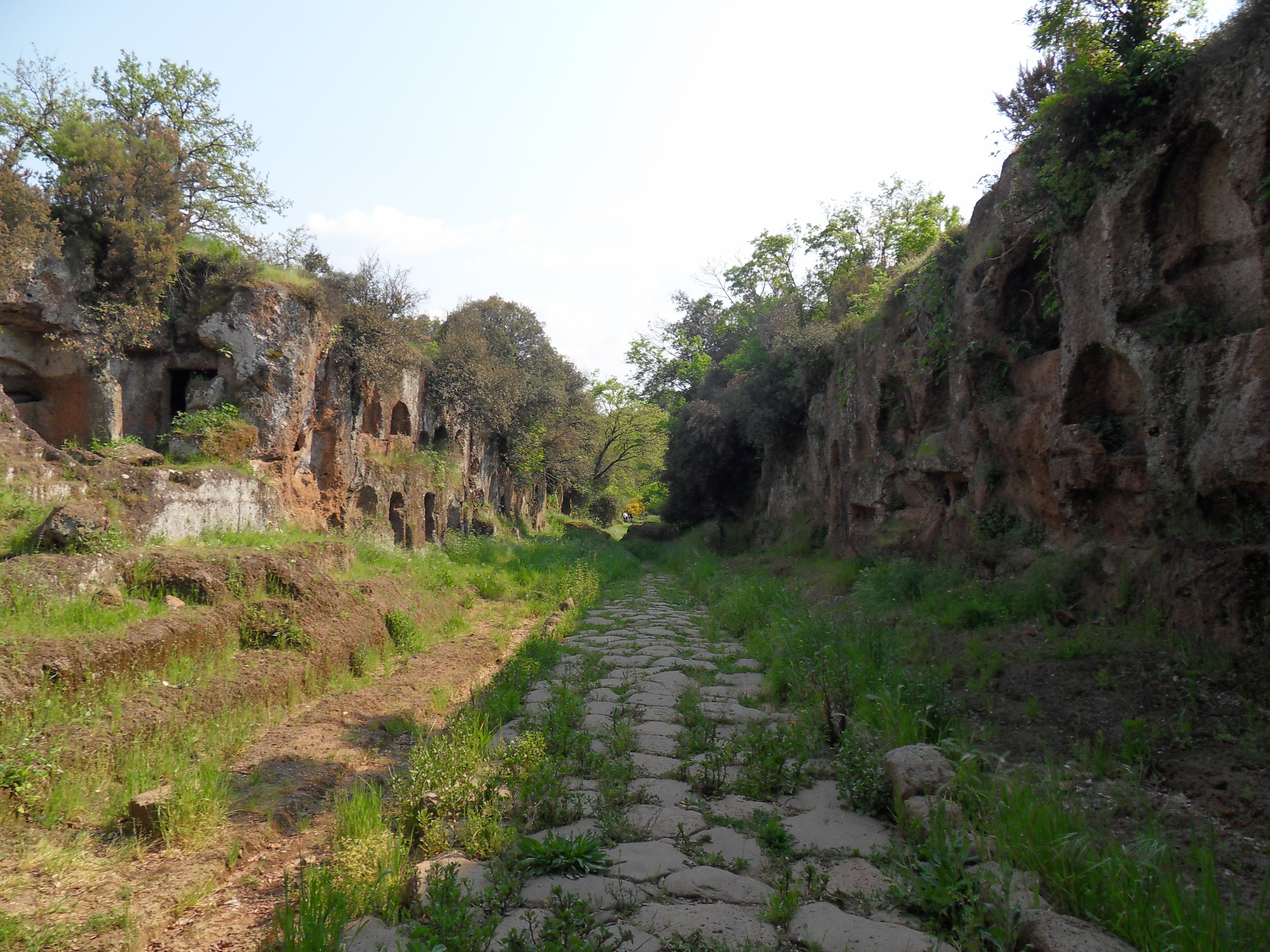
La necropoli di "Tre Ponti", presso il cosiddetto "Cavo degli Zucchi", una delle numerose vie cave percorse dal tracciato della via Amerina

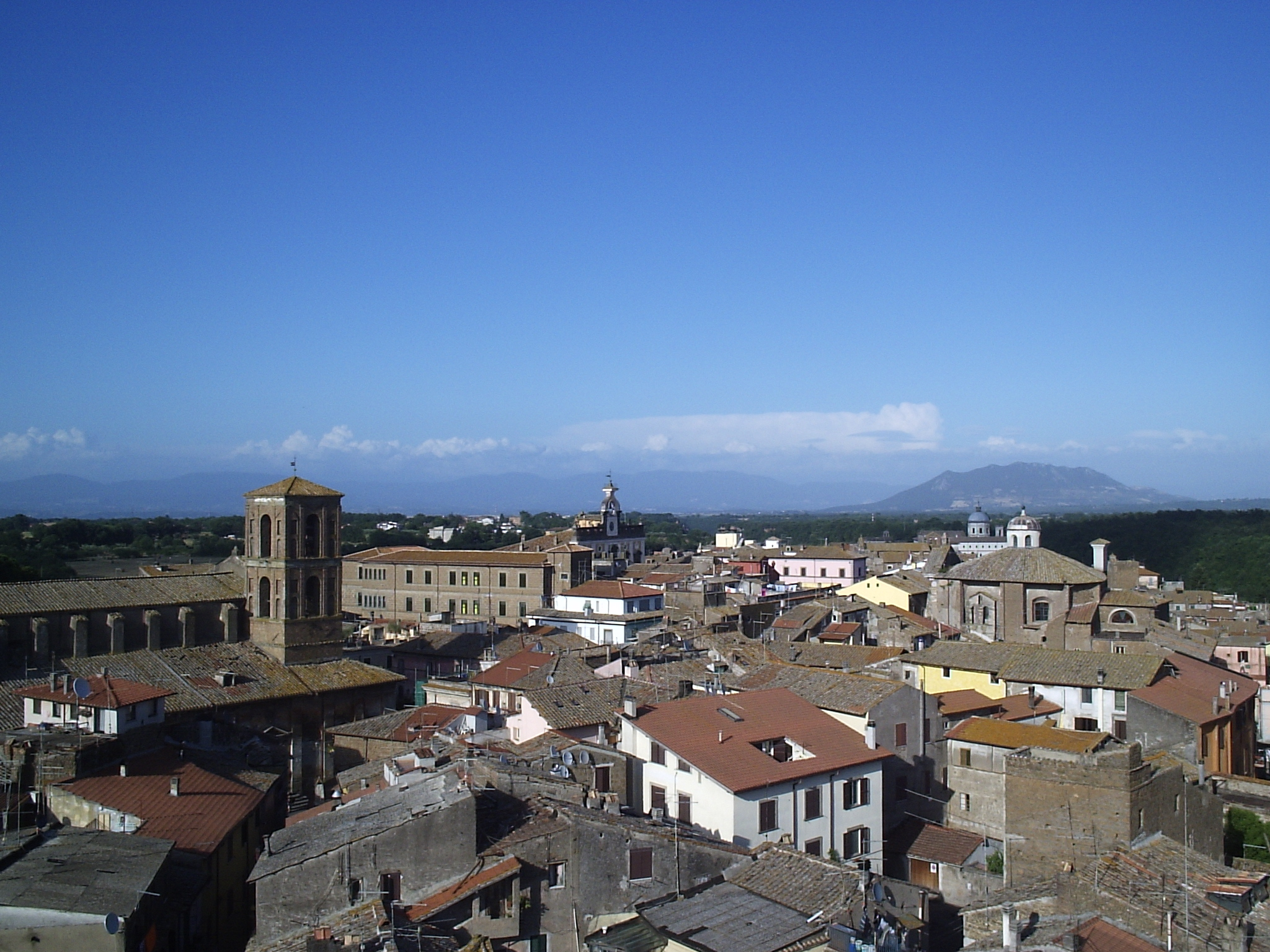
Vista del centro storico dal mastio della Rocca dei Borgia. Sullo sfondo il Monte Soratte

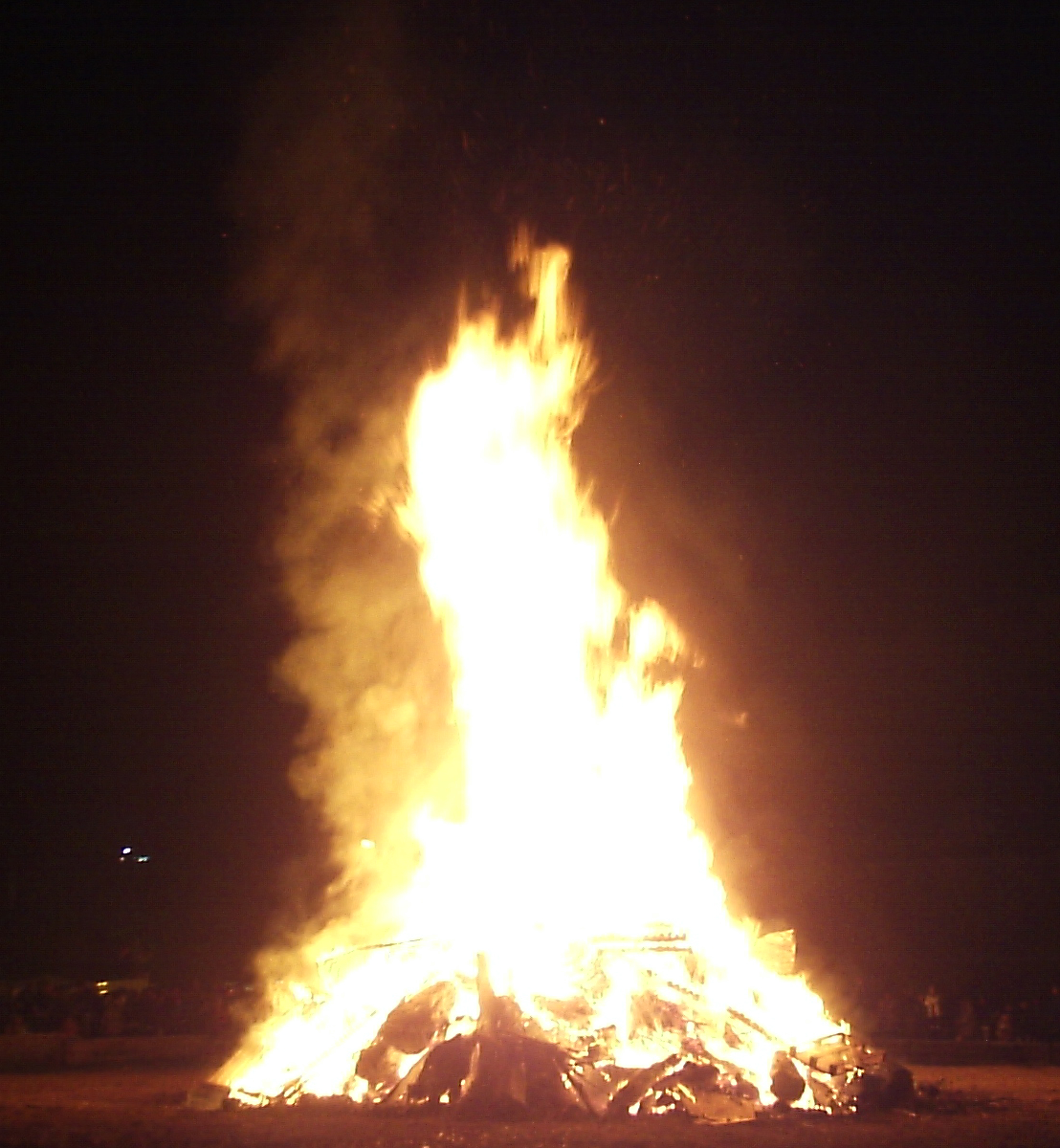
Il tradizionale "Focarone" di Sant'Antonio Abate

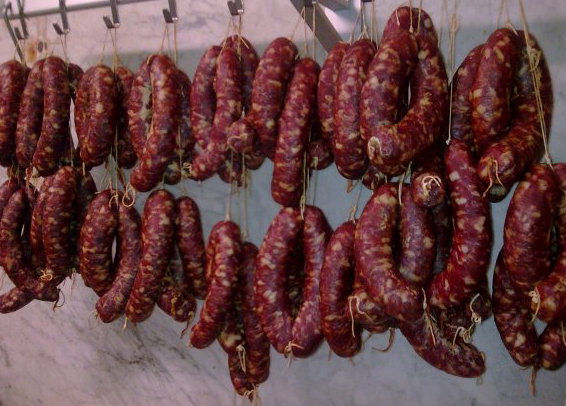
Il "Salame cotto", uno dei tipici insaccati della cucina nepesina

Непи (итал. Nepi) — коммуна в Италии, располагается в регионе Лацио, подчиняется административному центру Витербо.
Население составляет 8438 человек (на 2004 г.), плотность населения составляет 93,16 чел./км². Занимает площадь 84,02 км². Почтовый индекс — 01036. Телефонный код — 0761.
Покровителями коммуны почитаются святые Толомей и Роман. Праздник ежегодно празднуется 24 августа.